# Barrage d'Hartbeespoort
Le barrage d'Hartbeespoort, dont le nom officiel est Hartbeespoort Dam (parfois appelé localement Harties), est un grand barrage sud-africain situé à environ 35 kilomètres à l'ouest de Pretoria (province du Nord-Ouest). C'est aussi le nom donné à sa vaste retenue d'eau.

## Histoire
Construit à partir de 1921 et mis en service en 1923, le barrage est géré par le Département des Eaux et Forêts (Department of Water Affairs and Forestry). Il déverse les eaux de son trop-plein dans la Crocodile River (Limpopo) et est principalement alimenté par le bassin versant de ce fleuve.
Sa longueur est de 101 m et sa hauteur de 59 m, pour une largeur de 22 m. La capacité du réservoir est de 195 000 000 m3. La retenue couvre 4 112 km2 (2 062 hectares). L'eau y fluctue saisonnièrement sur une hauteur qui peut atteindre 8 mètres. 
Le nom du barrage signifie « Porte des hartbees » (hartbees ou hartebees étant le nom en afrikaans d'une espèce d'antilope sud-africaine). 
Le barrage a été construit sur la ferme Hartbeestpoort, propriété du général boer Hendrik Schoeman (1840-1901). 
Cette ferme et les terrains adjacents ont été acquis par l'État, en grande partie grâce à son fils (Johan Schoeman, 1887-1967), qui a facilité les transactions vers 1912. Le barrage était prêt en 1923 et plein (des eaux de deux rivières Crocodile River et Magalies River). Il a commencé à être exploité en mars 1925.
Une route goudronnée longe la rive nord, passe près du mur. Un tunnel de 56,6 m de long permet de longer le barrage. La ville de Hartbeespoort est située près du barrage, alors que les villages de Kosmos, Melodie, Ifafi et Meerhof s'échelonnent le long des rives du réservoir.

## Fonctions
Le barrage a originellement été conçu et construit pour répondre à la demande en irrigation des agriculteurs et cela a été son premier usage. Il permet notamment des cultures de tabac, de blé, de luzerne, fruits et fleurs. 
La retenue est devenue un lieu de villégiature et de promenade et d'activités nautiques pour les habitants de Johannesburg et de Pretoria. C'est la principale zone humide utilisée comme lieu de récréation dans le nord - Gauteng. De nombreux sports et activités nautiques y sont pratiqués, depuis sa construction in 1923. Un téléphérique récemment remis à neuf, permet d'accéder à un vaste panorama sur la région.
La Station 25 du NSRI (National Sea Rescue Institution), située sur le barrage, est l'une des principales unités de secours en mer du pays.

## Qualité de l'eau
Le réservoir d'Hartbeespoort est connu depuis le milieu du XXe siècle pour la mauvaise qualité de son eau.
Le réservoir souffre d'une eutrophisation sévère résultant du lessivage et de la concentration des nitrates et phosphates du bassin agricole par l'eau (via la Crocodile River, le principal affluent). Les effluents industriels et domestiques sont aussi en cause pour la région de Gauteng.
Des phénomènes de dystrophisation se traduisent par des efflorescences algales impliquant notamment des cyanobactéries. La surcharge de l'eau en nutriments est aussi à l'origine de pullulations de macrophytes telles que la jacinthe d'eau (Eichhornia crassipes). 
Le South African Department of Water Affairs and Forestry a lancé une opération de sensibilisation et d'action nommée Harties metsi a me (qu'on peut traduire par « Harties, Mon eau »),.

## Galerie

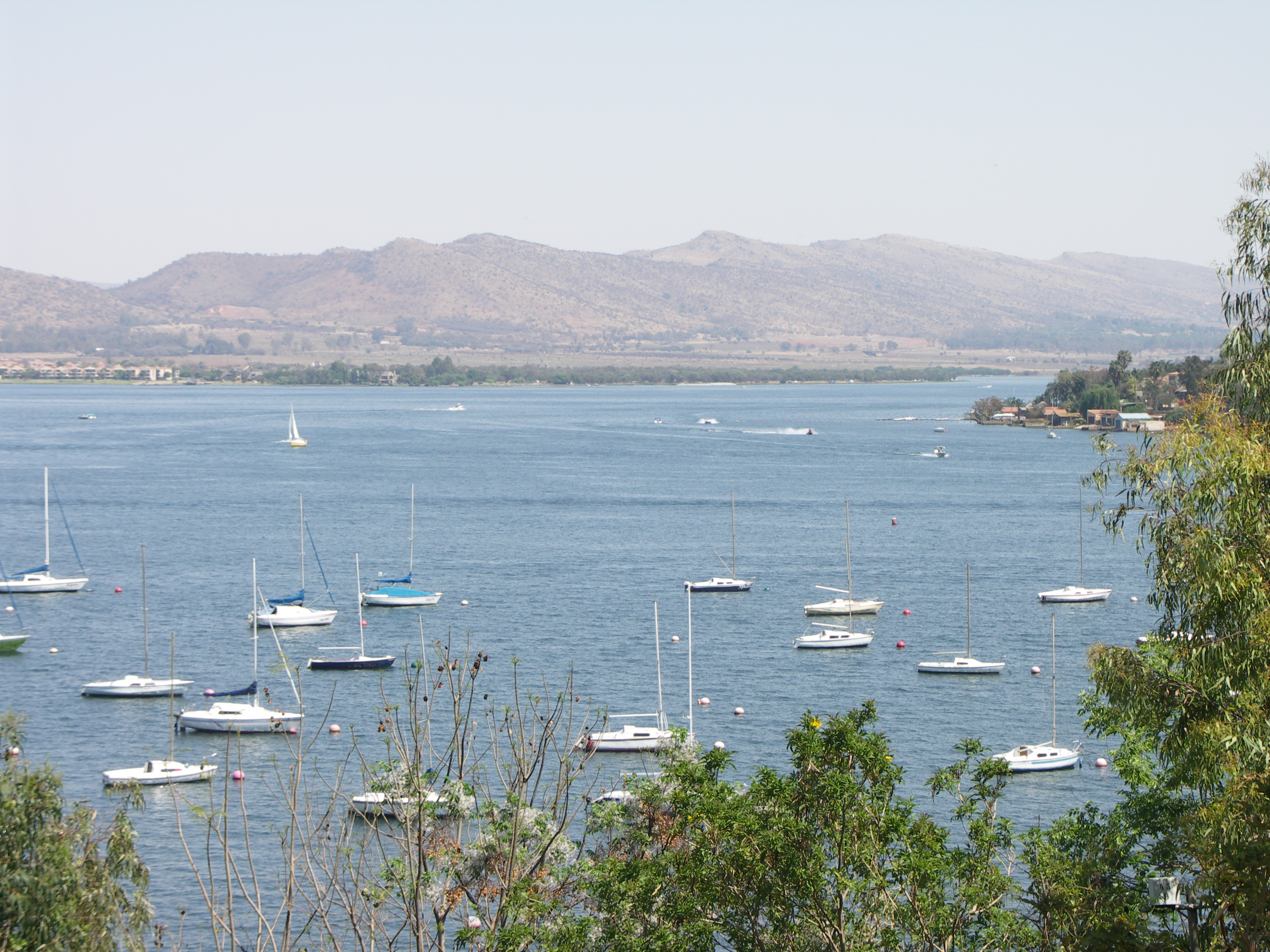
Voiliers au Transvaal Yacht Club.
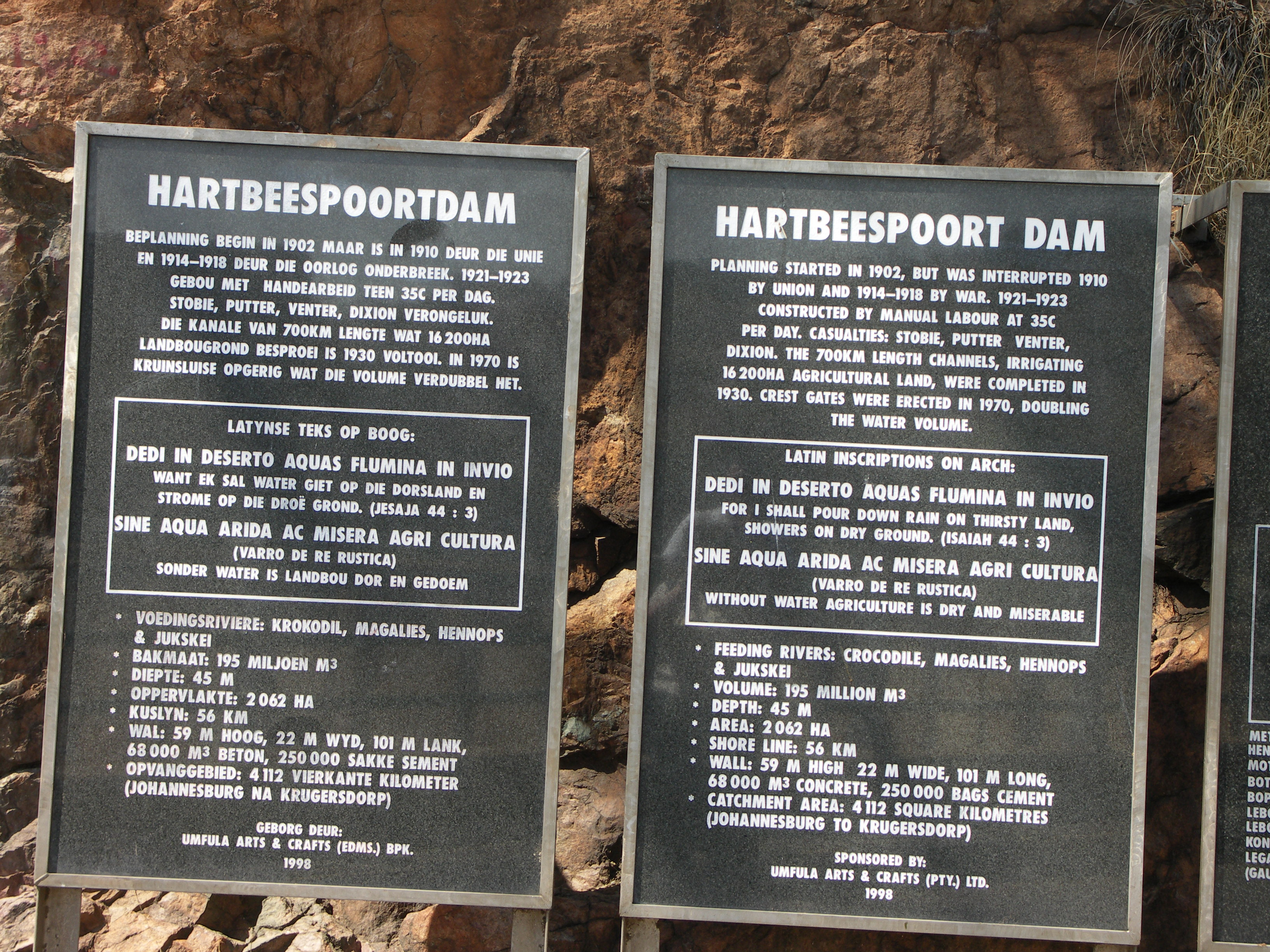
Plaque posée sur le mur du barrage, rappelant son histoire.
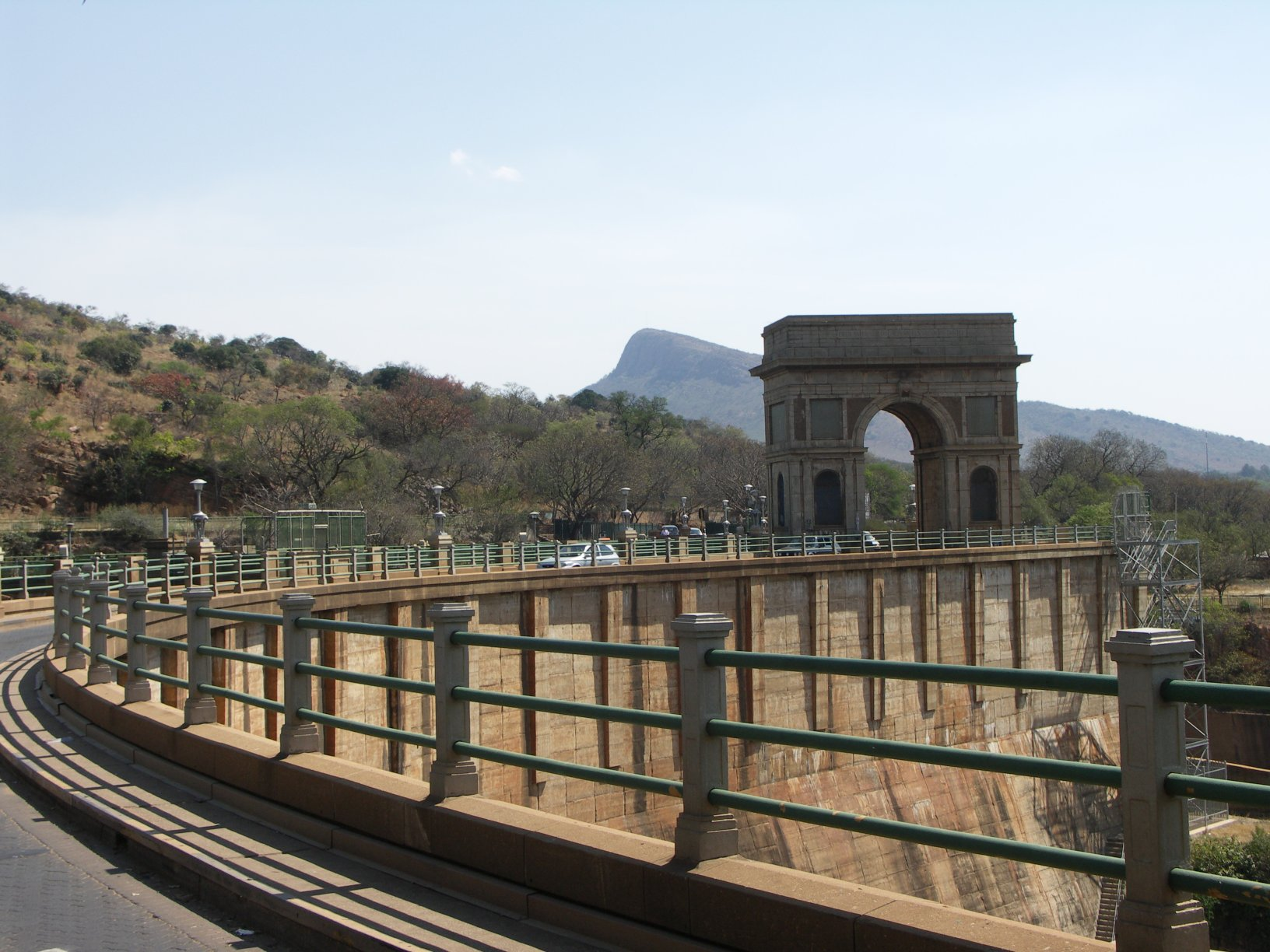
Haut du mur du barrage.

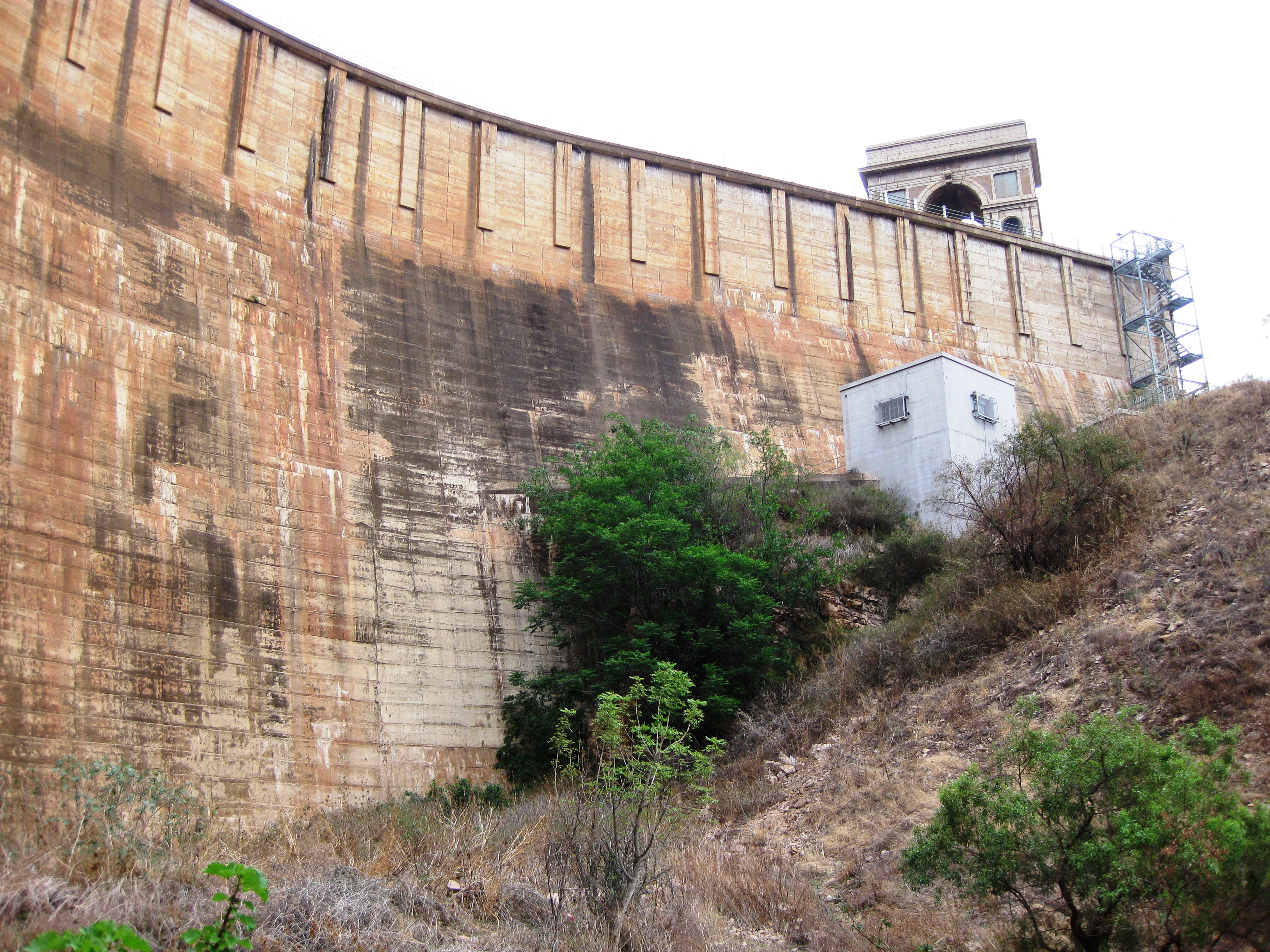
Face nord du barrage d'Hartbeespoort.
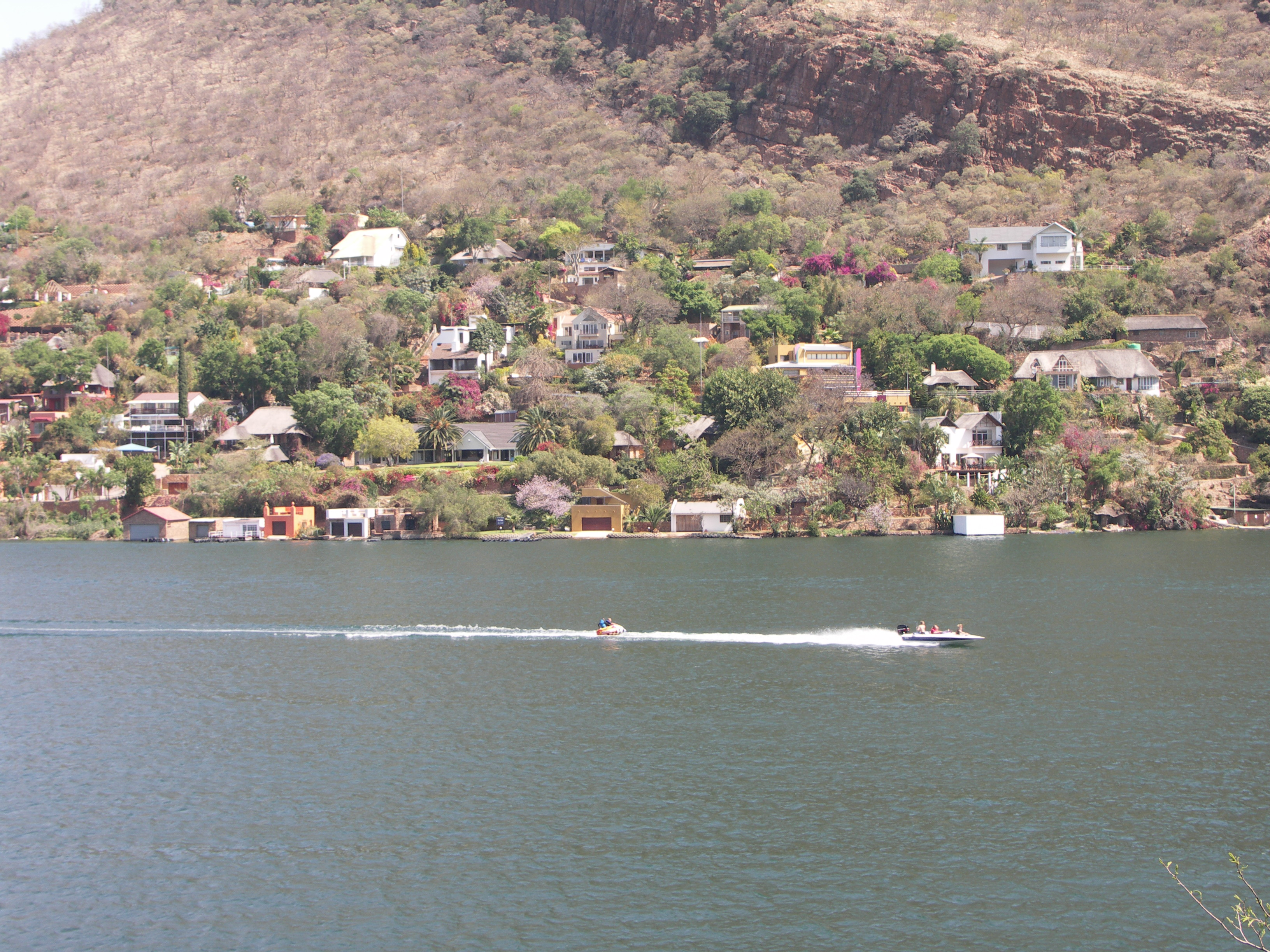
Barrage d'Hartbeespoort et village d'Kosmos.
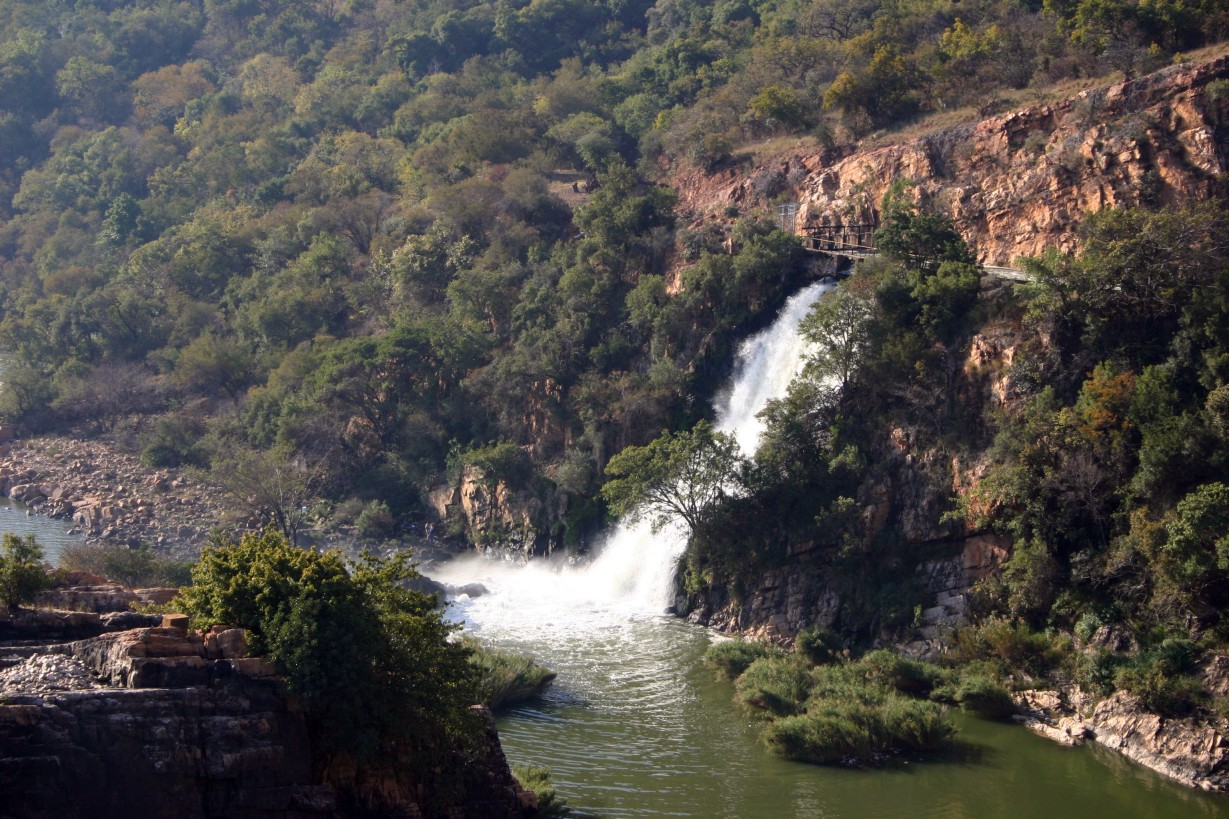
Eau coulant de l'évacuateur de crues pour utilisation en aval.